# Anthony Clemmons
Anthony Charles Clemmons (Lansing, Míchigan, 15 de agosto de 1994) es un jugador de baloncesto estadounidense que pertenece a la plantilla del Sun Rockers Shibuya de la B.League japonesa. Con 1,88 metros de estatura, juega en la posición de base. Representa a Kazajistán a nivel internacional.

## Trayectoria deportiva
Jugó cuatro temporadas con los Iowa Hawkeyes  y tras no ser elegido en el Draft de la NBA de 2016, en el mes de agosto firmó su primer contrato profesional con el BC Zepter Vienna de Austria con el que promediaría 17.9 puntos por encuentro con 4.7 rebotes y 4.5 asistencias.
En junio de 2017 se comprometió con el BC Astana de Kazajistán, en el que jugó durante dos temporadas.
En las temporada 2019-20, jugaría en el AS Monaco Basket y en la temporada 2020-21, en las filas del BC Igokea de Bosnia y Herzegovina.
El 28 de julio de 2021, firma por el Dinamo Sassari de la Serie A italiana. En el conjunto italiano promedia 10.9 puntos y 3 asistencias por partidos entre la LBA y la BCL en una decena de encuentros.
El 11 de noviembre de 2021, firma por Türk Telekom de la BSL turca, con el que participa en 20 partidos de liga y en 14 partidosde Eurocup. Sus promedios en la competición doméstica fueron de 12,9 puntos, 3,15 rebotes y 3,1 asistencias, con unos números similares en el torneo continental: 12 puntos, 3,4 capturas y 3,5 asistencias.
El 21 de abril de 2022, firma por San Pablo Burgos de la Liga Endesa, hasta el final de la temporada.
El 15 de junio de 2022, firma por el Bursaspor Basketbol de la BSL.
El 2 de julio de 2023, firma por el Sun Rockers Shibuya de la B.League de Japón.

## Selección nacional
Es miembro de la selección de baloncesto de Kazajistán desde 2018.